# 罗桑噶桑嘉措
罗桑噶桑嘉措（1876年—？）藏族，乐都县南山人，第四世（不计追认）智合仓活佛。

## 生平
1876年，罗桑噶桑嘉措生于乐都县南山。后来，他成为第四世（不计追认）智合仓活佛，担任瞿昙寺寺主。1899年，出任塔尔寺第七十六任法台。1958年之前，瞿昙寺存有罗桑噶桑嘉措的灵塔。